# Pitti (popolo)

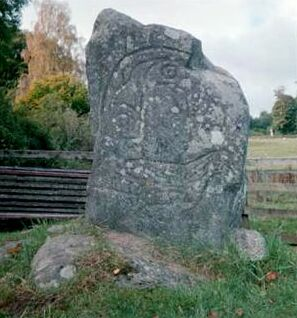
La Strathpeffer eagle stone pitta, nelle Highland scozzesi.

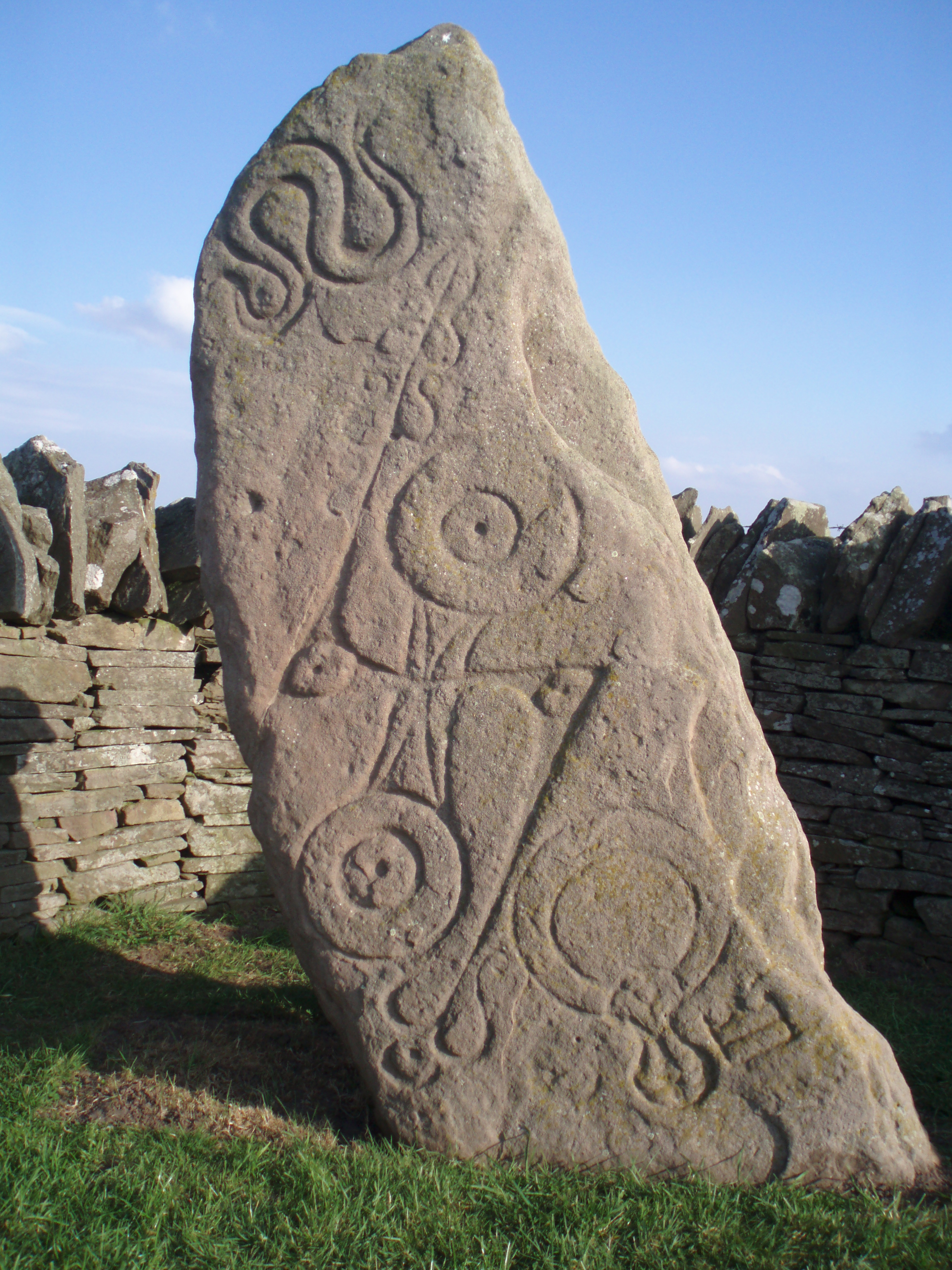
La Pietra del Serpente di Aberlemno (Aberlemno Serpent Stone), pietra pitta di I classe

I Pitti erano una confederazione di tribù di incerta origine (forse pre-celtica) stanziate, prima ancora della conquista romana, in quella che più tardi diventerà la Scozia orientale e settentrionale, fino al X secolo. Si opposero strenuamente all'invasione di Roma, e per ben tre volte riuscirono a passare il Vallo di Adriano, nel III secolo. I Pitti vivevano a nord dei fiumi Forth e Clyde. Si suppone fossero stati i discendenti dei Caledoni e di altre tribù nominate dagli storici romani o trovate nel planisfero di Tolomeo. La terra dei Pitti, conosciuta anche come Pittavia, gradualmente venne ad assorbire il regno di Dál Riata per formare il Regno di Alba. Alba si estese assorbendo il territorio britannico e berniciano e dall'XI secolo l'identità pitta viene ad essere descritta con un nuovo termine che definisce "Scotti" questa mescolanza di genti del Nord.
L'archeologia fornisce qualche aspetto della società dei Pitti. Sebbene molto poco sia rimasto dei documenti scritti, la loro storia fin dal tardo VI secolo è conosciuta tramite una varietà di fonti, compresa la Historia ecclesiastica gentis Anglorum di Beda, le "vite dei santi", come quelle di Columba e di Adomnán, e vari annali irlandesi. Sebbene l'impressione popolare che li caratterizzava potesse essere quella di un popolo oscuro e misterioso, invero i Pitti non lo furono affatto. Pur se confrontate con il carattere generale del Nord, Centro ed Est Europa, nella tarda antichità e nell'Alto Medioevo, la storia e la società dei Pitti sono bene attestate.

## Etimologia e fonti
Sono state proposte due possibili etimologie per il loro nome. La prima prevede che esso derivi dal latino pictus (plurale: picti) che significa dipinto, forse a causa della loro abitudine di pitturarsi o tatuarsi i corpi nudi. Una seconda ipotesi etimologica suggerisce una derivazione dal gaelico peicta o dal gallese peith, "combattente".
Non si conosce con quale nome i Pitti usassero definirsi. I gaelici d'Irlanda e Dál Riata chiamavano i Pitti Cruithne. C'erano anche dei Cruithne nell'Ulster, in particolare i sovrani del regno di Dál nAraidi. I britanni e i primi gallesi meridionali li conoscevano come Prydyn o pryd. I termini cruth in antico inglese e pryd in gallese deriverebbero dal celtico comune *kʷritus, significherebbero "forma" e sono indicati come ulteriori riferimenti alla pratica dei Pitti di tatuare i propri corpi. Da essi sarebbero derivate le attuali forme Pechts in scozzese e Fichti in gallese.
Sebbene sia rimasto poco di scritto dei Pitti, la loro storia, a partire dal tardo VI secolo in poi, è conosciuta da una varietà di fonti, comprese le vite dei santi (come quella di Columba di Iona, scritta da san Adomnán) e da diversi annali irlandesi. È dunque fuorviante e lontana dal vero l'idea dei Pitti come di un popolo oscuro e misterioso.
Vengono citati per la prima volta in un panegirico del 297 d.C. scritto dal retore di origine gallica Eumenio, che li cita associandoli agli Irlandesi come nemici dei Britanni.
Ammiano Marcellino dice che i Pitti sono formati da Dycalidones (una storpiatura del nome di Caledoni) e Verturiones.
Ne parla anche Claudio Claudiano nei panegirici De Consulatu Stilichonis e De bello Gothico dedicati al generale Stilicone, citandoli come nemici sconfitti dal generale in Britannia.
Isidoro di Siviglia pare che parli del fatto di tatuarsi e dice che «si tatuano il corpo secondo il loro rango».

## Storia
I mezzi con i quali la confederazione pitta si era formata nella tarda antichità da un certo numero di tribù restano sconosciuti, sebbene si supponga che la reazione alla crescita dell'Impero Romano potesse essere un fattore determinante.
La terra dei Pitti è stata precedentemente descritta come la casa dei Caledoni. Altre tribù dissero di avere vissuto nell'area inclusi i Verturiones, Taexali e Venicones. Escludendo i Caledoni, i nomi possono essere di seconda o terza mano: forse così come vennero riferiti ai romani dai relatori in lingua Brittonica o gallica.
La storia documentata pitta inizia nei secoli bui. Sembra che, per l'intero periodo, essi non fossero il potere dominante nella Britannia Settentrionale. I Gaelici di Dál Riata controllarono la loro regione per un certo tempo, ma subirono una serie di sconfitte nel primo terzo del VII secolo. Gli Angli di Bernicia ebbero la meglio sui regni confinanti dei Britanni, e il vicino regno anglico di Deira (Bernicia e Deira più tardi vennero denominate Northumbria), divenendo il più potente regno della Britannia. I Pitti furono probabilmente tributari della Northumbria fino al regno di Bridei mac Beli, quando gli Angli subirono una sconfitta nella battaglia di Dunnichen arrestando la loro espansione verso nord. I Northumbri continuarono a dominare la Scozia meridionale per il resto del periodo pitto.

La Britannia intorno all'anno 802

Nel regno di Óengus mac Fergusa (729–761), Dál Riata fu fortemente soggetta al re pitto. Sebbene abbia avuto i suoi propri re dal 760 circa in poi, pare che Dál Riata non si ristabilì. Uno degli ultimi re pitti, Caustantín mac Fergusa (793–820), mise suo figlio Domnall sul trono di Dál Riata (811–835). I tentativi dei Pitti di ottenere un simile predominio sui Britanni di Alt Clut (Dumbarton) non ebbero successo.
L'Epoca vichinga portò grandi cambiamenti in Britannia ed Irlanda, non meno in Scozia che altrove. Il regno di Dál Riata venne distrutto, certamente nella metà del IX secolo, quando Ketil Flatnose si disse avesse fondato il Regno delle isole. Anche la Northumbria soccombette ai Vichinghi, i quali fondarono il Regno di York, e quello di Strathclyde fu gravemente colpito. Il re di Fortriu Eógan mac Óengusa, il re di Dál Riata Áed mac Boanta, e molti altri, furono uccisi in una grande battaglia contro i Vichinghi nell'839. L'ascesa di Cínaed mac Ailpín (Kenneth MacAlpin) intorno all'840, nel periodo successivo a questo disastro, portò al potere la famiglia che avrebbe presieduto negli ultimi giorni del regno dei pitti fondando il nuovo regno di Alba, sebbene Cínaed stesso non fosse mai stato altro che il re dei pitti.
Quando era al trono il nipote di Cínaed, Caustantín mac Áeda (900–943), il Regno dei Pitti divenne il Regno di Alba. Il mutamento da terra dei Pitti ad Alba non può essere stato rilevante inizialmente; invero, dato che non sappiamo il nome pitto della loro terra, c'è da supporre che non ci sia stato affatto un cambiamento. I Pitti, insieme con la loro lingua, non sparirono improvvisamente del tutto. Il processo di gaelicizzazione continuò sotto Caustantín e suoi successori. Quando gli ultimi abitanti di Alba furono pienamente gaelicizzati, diventando Scotti, probabilmente durante l'XI secolo, i Pitti furono presto dimenticati. Successivamente essi sarebbero riapparsi in miti e leggende.

## Re e regni
La storia antica della patria dei Pitti è insicura. Nei periodi successivi sono esistiti dei re che hanno governato su regni separati; un re, talvolta due, più o meno dominavano i loro vicini inferiori. De Situ Albanie, un tardo documento, la "Cronaca Pitta" (Pictish Chronicle), il Duan Albanach, insieme a leggende irlandesi, sono stati utilizzati per dimostrare l'esistenza dei sette regni pitti. Questi sono elencati come segue:
- Cait (o Cat), situato nel moderno Caithness e Sutherland
- Ce, situato nell'attuale Mar e Buchan
- Circinn*, forse situato nel moderno Angus e il Mearns[24]
- Fib, il moderno Fife, noto oggigiorno come Regno di Fife
- Fidach, località sconosciuta
- Fotla*, il moderno Atholl (Ath-Fotla)[25]
- Fortriu*che recentemente si pensa fosse ubicato intorno a Moray[26]

(con l'asterisco quelli noti per avere avuto re o sono attestati altrimenti nel periodo pitto)

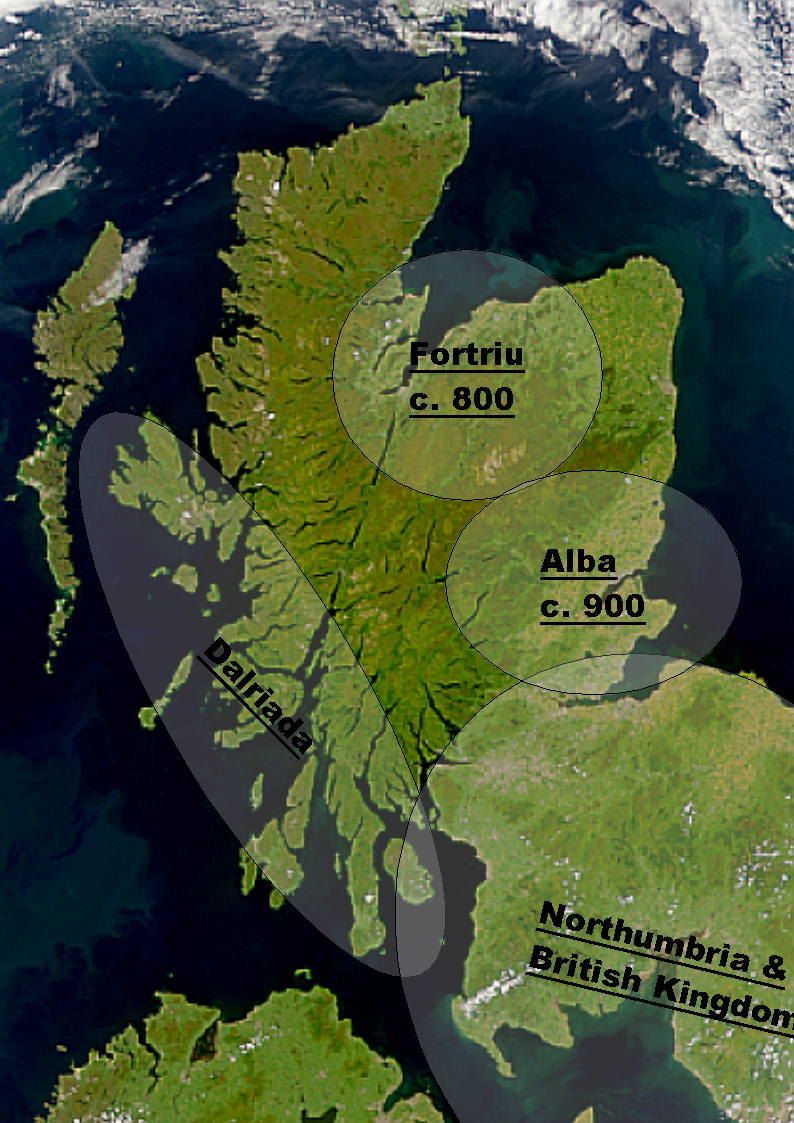
La mappa mostra l'area approssimativa del regno di Fortriu e vicini (800 ca.), e il Regno di Alba (900 ca.)

Possono essere esistiti regni più piccoli. Alcune evidenze suggeriscono che un regno pitto esistesse anche nelle isole Orcadi. De Situ Albanie non è il più attendibile fra le fonti, e il numero di regni, uno per ognuno dei sette figli di Cruithne, l'eponimo fondatore dei Pitti, possono avere abbastanza terre da non essere creduti. Senza badare all'esatto numero di regni e ai loro nomi, si può dire che la nazione pitta non fosse mai stata un'unità.
Per la maggior parte della storia pitta documentata, il regno di Fortriu sembra quello dominante, in modo tale che il Re di Fortriu e il Re dei Pitti possono significare una e la stessa cosa negli annali. Questo precedentemente si congetturava che giacesse nella zona intorno a Perth e nello Strathearn meridionale, dal momento che un recente lavoro ha convinto coloro che lavoravano nel campo che Moray (un nome che si riferisce ad un'area molto più vasta dell'Alto Medioevo piuttosto che alla contea di Moray), fosse il centro di Fortriu.
Si è spesso detto che i Pitti praticassero la successione matrilineare in base a quanto raccontano le leggende irlandesi e a quanto viene affermato nella storia di Beda. In realtà, Beda semplicemente dice che i Pitti usassero la successione matrilineare in casi eccezionali. I re dei pitti, quando Beda scriveva che fossero Bridei e Nechtan, figli di Der Ilei, il quale invero reclamò il trono per mezzo della loro madre Der Ilei, figlia di un più antico re pitto.
In Irlanda si attendeva che i re fossero individuati fra coloro che avevano avuto un bisnonno che era stato re. Ai padri regali non succedevano frequentemente al trono i loro figli, non perché i Pitti praticassero la successione matrilineare, ma perché ad essi di solito succedevano i loro fratelli o cugini, uomini probabilmente più esperti nell'autorità e con il supporto necessario per essere re.
Nella storia dei Pitti, la natura della regalità mutò considerevolmente nel corso dei secoli. Mentre i re dovevano essere abili condottieri con successo nella guerra, per mantenere la loro autorità, la regalità divenne piuttosto meno personalizzata e più istituzionalizzata durante questo periodo. La regalità burocratica fu ancora di là a venire quando la terra dei Pitti divenne Alba, ma il sostegno della chiesa, e l'apparente capacità di un piccolo numero di famiglie di controllare il potere regale per buona parte del periodo, che va dal tardo VII secolo in poi, fornì un considerevole grado di continuità. Durante lo stesso periodo, i vicini dei Pitti di Dál Riata e Northumbria affrontarono difficoltà notevoli come la stabilità di successione e l'autorità di cui essi avevano precedentemente beneficiato, tanto da venire a una fine.
I successivi Mormaer si pensava fossero stati istituiti al tempo dei Pitti, e fossero dunque stati copiati, o ispirati dagli usi praticati in Northumbria. È poco chiaro se i Mormaer fossero originariamente i primi re, ufficiali reali o nobili locali, o una qualche combinazione di queste. Inoltre, le contee pitte e le cariche di 'thane', tracce delle quali sono state trovate in periodi successivi, si pensava fossero state adottate dai loro vicini meridionali.

## Società
La cultura materiale dei pitti mostra una società non facilmente distinguibile da quelle dei vicini gaelici e britanni e neppure molto diversa dagli anglosassoni del sud. Come per la maggior parte dei popoli del nord Europa della tarda antichità, i pitti erano agricoltori che vivevano in piccole comunità.
Bestiame e cavalli erano un segno evidente di ricchezza e prestigio, le pecore e i maiali venivano invece allevati ampiamente, mentre i toponimi indicano come la transumanza fosse pratica diffusa e comune. Gli animali erano piccoli rispetto a quelli successivi, anche se i cavalli furono importati dalla Britannia in Irlanda per ingrandire i cavalli nativi del luogo. Le testimonianze scultoree attestano che la caccia veniva praticata con i cani e anche, diversamente dall'Irlanda, con i falchi.
La produzione di cereali comprendeva frumento, orzo, avena e segale. Le verdure includevano cavoli, verza, cipolle, porri, rape, carote e specie non più comuni. Sembra che venissero raccolte piante quali aglio, ortiche e crescione. L'economia pastorale presuppone che fossero ampiamente disponibili pellame e cuoio. La lana era la fonte principale per le fibre dei vestiti e anche il lino era molto comune, anche se non è chiaro se venisse prodotto per le fibre, per l'olio, o come alimento. Pesce, crostacei, animali marini e balene furono a lungo sfruttati sui litorali e i fiumi. L'importanza degli animali porta a pensare che la carne e i latticini fossero una parte importante della dieta della gente ordinaria, mentre è probabile che le élite mangiassero soprattutto carne proveniente dall'allevamento e dalla caccia.
Non si conoscono aree di insediamento più densamente popolate paragonabili a quelle che si trovavano intorno a importanti fortezze coeve in Gallia e nella Britannia meridionale, né altri centri urbani di rilievo. Non si è a conoscenza di città in Scozia anteriori al XII secolo.
La tecnologia d'uso quotidiano non è ben attestata, ma dai pochi resti archeologici rinvenuti emerge come questa fosse simile a quella in uso in Irlanda e nell'Inghilterra anglosassone. I pitti all'inizio vennero associati con la pirateria e le scorrerie lungo le coste della Britannia romana. Ancora nel Tardo Medioevo la linea di demarcazione tra commercianti e pirati era vaga, ragion per cui è logico pensare che fossero entrambi a seconda delle occasioni. Generalmente si pensa che il commercio sia crollato con il collasso dell'Impero romano, cosa, però, probabilmente esagerata. È comunque vero che ci sono solo poche prove di commerci a lunga distanza con la Pittavia.

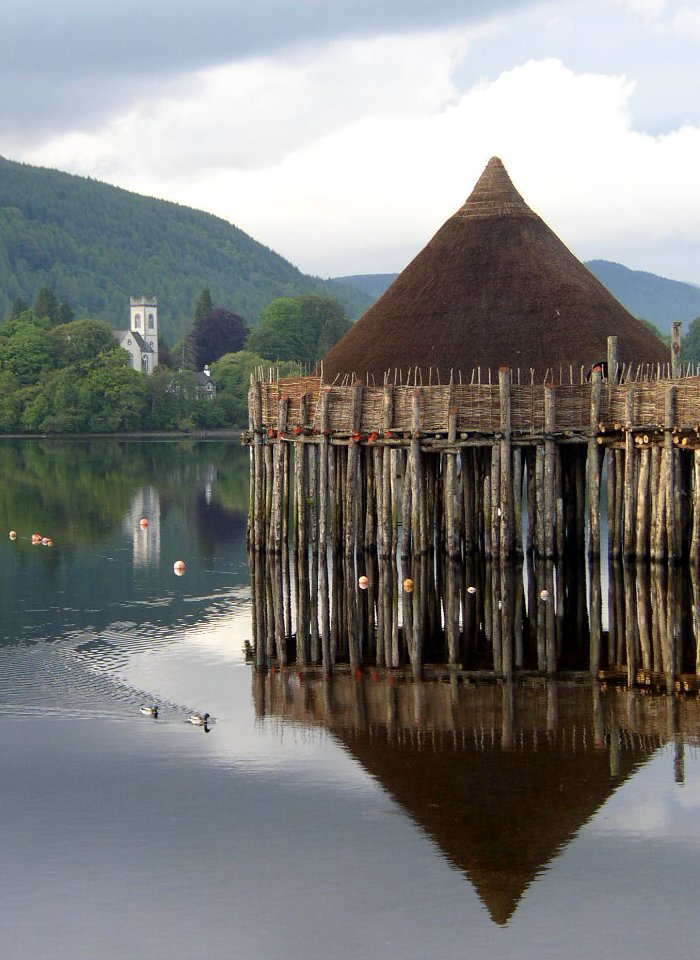
Ricostruzione di un crannóg sul Loch Tay.

 I crannog (isole artificiali fortificate, costruite in un lago o stagno), che furono costruiti nel Neolitico in Scozia e Irlanda, sarebbero poi stati ricostruiti e in alcuni casi mantenuti in uso al tempo dei pitti. Benché molte chiese fossero in legno, a partire dagli inizi dell'VIII secolo, se non prima, alcune vennero realizzate in pietra.

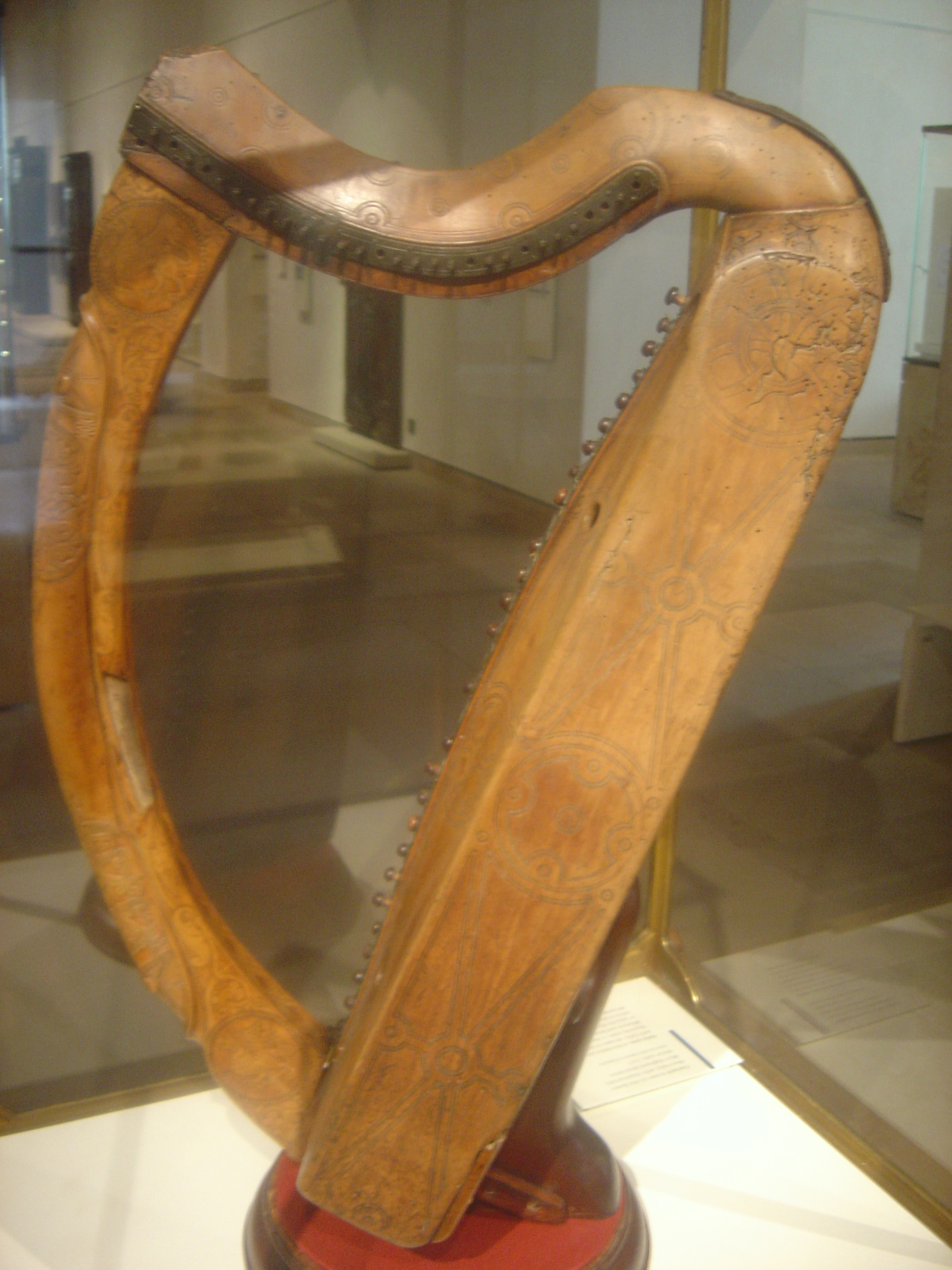
L'arpa era associata con la cultura scozzese medievale. Nella foto è mostrata una, ora nel museo di Scozia, delle uniche tre arpe gaeliche medievali sopravvissute.

Un esempio di arte dei pitti è quella delle pietre monumentali, che presentano iscrizioni in latino e ogham non tutte decifrate, perché il significato di questi simboli è oscuro. Sono state proposte numerose spiegazioni esoteriche di questi simboli, ma la conclusione più semplice è che questi simboli non siano altro che i nomi di coloro che avevano innalzato queste pietre o che su queste erano commemorati. L'arte dei pitti può essere classificata come celtica e poi hiberno-sassone. Le arpe sono indicate come tipiche dei pitti, effettivamente l'arpa propriamente detta, in contrasto con la lira, potrebbe aver avuto origine in Scozia. I poeti irlandesi hanno rappresentato i corrispettivi pitti come molto simili a loro stessi.

## Religione

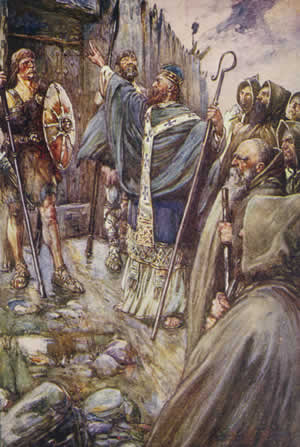
Una pittura dell'inizio del XX secolo del miracolo di San Columba all'ingresso della fortezza del Re Bridei, descritta nel Vita Columbae di Adomnán nel tardo VI secolo

Si presume che l'antica religione pitta avesse, in genere, rassomiglianze con il politeismo celtico, sebbene dell'era pre-cristiana restino solo i nomi di luoghi. La data in cui l'élite pitta venne convertita al Cristianesimo è incerta, ma ci sono tradizioni che collocano San Palladio nella terra dei Pitti dopo aver lasciato l'Irlanda, e collegano Abernethy a Santa Brigida d'Irlanda. San Patrizio si riferisce ai "pitti apostati", mentre il poema Y Gododdin non segnala i pitti come pagani. Beda scrisse che Niniano di Whithorn (confuso da alcuni con San Finnian di Moville, morto nel 589 circa), avesse convertito i pitti meridionali. Un recente lavoro archeologico a Portmahomack situa la fondazione del monastero là, un'area che una volta si disse essere tra le ultime convertite, nel tardo VI secolo. Questa è contemporanea a Bridei mac Maelchon e Columba, ma il processo di instaurazione della Cristianità attraverso la terra dei Pitti sarà esteso ad un periodo molto più lungo.
La terra dei Pitti non fu unicamente influenzata da Iona ed Irlanda. Essa fu anche legata alle chiese in Northumbria, come si è visto nel regno di Nechtan mac Der Ilei. L'espulsione riportata dei monaci ed ecclesiastici di Iona fatta da Nechtan nel 717 può essere stata correlata alla controversia riguardo alla datazione della Pasqua, e alla consuetudine della tonsura dei chierici, dove Nechtan sembra avere favorito gli usi romani, ma può ugualmente essere stato intenzionato ad aumentare il potere regale sopra la chiesa. Tuttavia, l'evidenza dei nomi dei luoghi suggerisce una vasta area dell'influenza di Iona nella terra dei Pitti. Similmente, il Cáin Adomnáin (legge di Adomnán, Lex Innocentium) annovera il fratello di Nechtan, Bridei, fra i suoi garanti.
L'importanza del centro monastico nella terra dei Pitti non fu forse così grande come in Irlanda. In aree che sono state studiate, come Strathspey e Perthshire, sembra che la struttura parrocchiale dell'Alto Medioevo esistesse nei primi periodi medievali. Tra i siti religiosi maggiori nella terra dei Pitti si annoverano Portmahomack, Cennrígmonaid (più tardi St Andrews), Dunkeld, Abernethy e Rosemarkie. Pare che questi siano associati ai re Pitti, dei quali si argomenta un notevole grado di patronato regale e controllo della chiesa.
Il culto dei Santi fu, come in tutte le terre della Cristianità, di grande importanza nella più recente Pittilandia. Mentre i re possono favorire grandi santi, come San Pietro nel caso di Nechtan, e forse Sant'Andrea nel caso del secondo Óengus mac Fergusa; molti santi minori, alcuni ora oscuri, furono importanti un tempo. Il santo pitto Drostan sembra avere avuto un vasto seguito nel nord nei primi periodi, ma dal XII secolo fu dimenticato. San Serf di Culross fu associato al fratello di Nechtan, Bridei. Sembra, come è ben noto nei periodi successivi, che gruppi di nobile stirpe ebbero il loro proprio santo patrono e le loro proprie chiese o abbazie.

## Arte

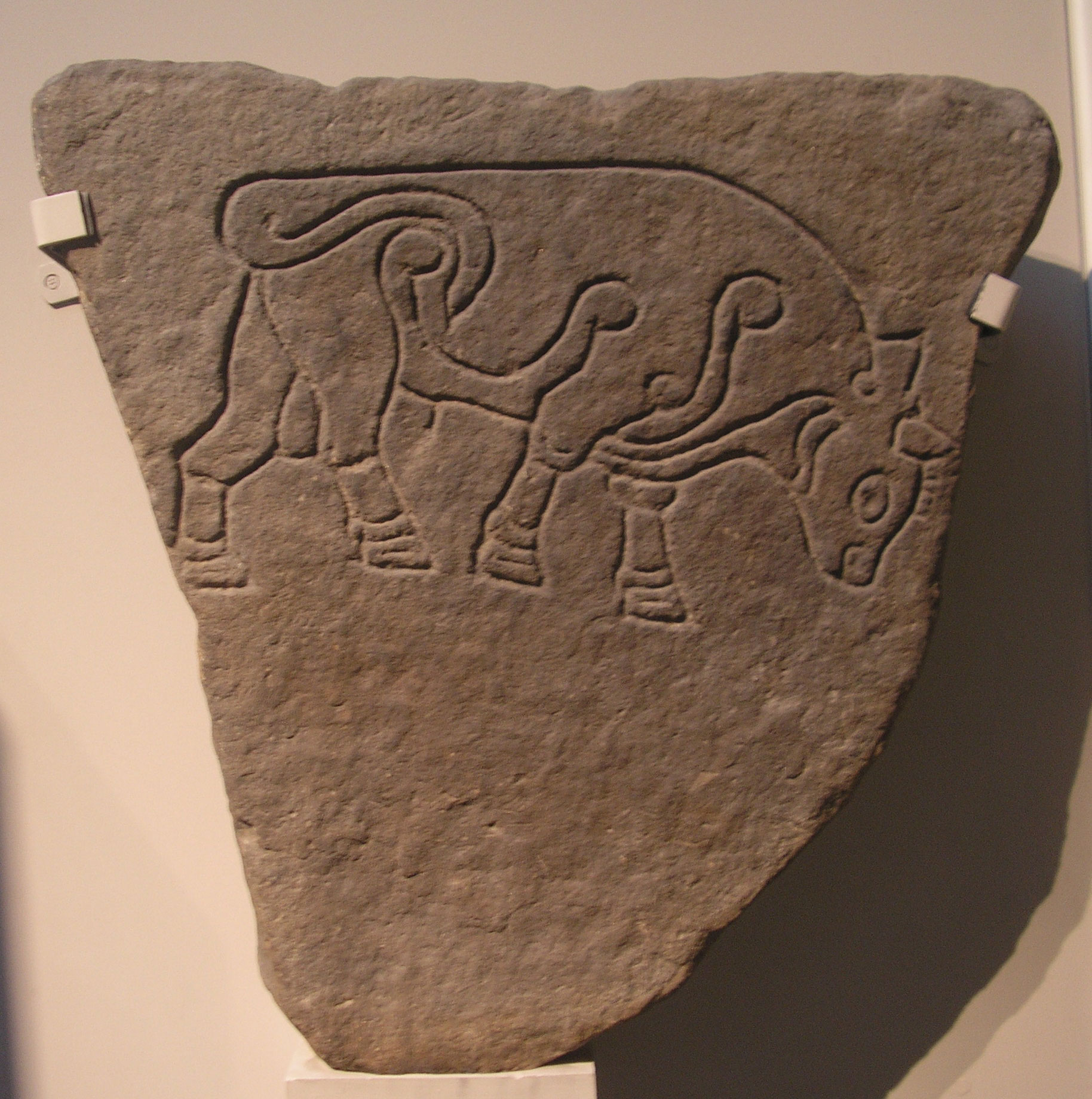
Stele pittica raffigurante la sagoma di un toro (British Museum, Londra)

L'arte dei Pitti appare su pietre, manufatti metallici e piccoli oggetti di pietra ed osso, avendo similitudini con l'arte sassone e irlandese. Innanzi tutto l'arte dei Pitti si trova sulle molte pietre pitte ubicate in tutta la Pittilandia, da Inverness a Lanarkshire. Un catalogo illustrato di queste pietre fu realizzato da J. Romilly Allen come parte di The Early Church Monuments of Scotland, con liste dei loro simboli e modelli. I simboli e modelli sono costituiti di animali, '"arpione", "specchio e pettine", "occhiali", "mezzaluna e bastone a V". Ci sono anche borchie e lenti con pelta e disegni a spirale. I modelli sono curvilinei con incisioni di linee.
I manufatti metallici pitti si trovano dappertutto nella terra dei Pitti e anche oltre, più a sud. Gli elementi trovati nel sud sono costituiti da pesanti catene d'argento lunghe oltre 0,5 m, e si presume possano essere stati dei regali o portati via da predoni. È stato suggerito da Stevenson (in Wainwright, The Problem of the Picts) che queste catene formavano parte di collane "girocollo".

## Lingua
La lingua dei Pitti non è sopravvissuta. Le testimonianze sono limitate ai toponimi e alla onomastica trovati sui monumenti e documenti contemporanei. 
L'evidenza dei nomi di luoghi e nomi personali avvalora fortemente il fatto che i Pitti parlassero delle lingue celtiche insulari correlate alle lingue brittoniche più meridionali. Un numero di iscrizioni sono state considerate come non-celtiche, e su questa base, è stato suggerito che anche le lingue non-celtiche fossero in uso. Francisco Villar include il pitto tra le lingue dal carattere non-indoeuropeo.
L'assenza di materiale scritto in lingua pitta sopravvissuto non indica una società pre-letterata. La chiesa certamente richiese l'alfabetizzazione, e del resto essa non avrebbe potuto funzionare senza i copisti per produrre documenti liturgici. L'iconografia pitta mostra libri che si leggono e portano, e il suo stile naturalistico fornisce tutte le ragioni per supporre che tali immagini furono di vita reale. L'alfabetizzazione non era molto estesa, ma tra il clero più anziano e nei monasteri sarebbe dovuta essere abbastanza comune.
I nomi di luoghi spesso ci permettono di dedurre l'esistenza di storici insediamenti pitti in Scozia. Quelli prefissati con "Aber-", "Lhan-", o "Pit-" indicano regioni abitate dai Pitti nel passato (per esempio: Aberdeen, Lhanbryde, Pitmedden, Pittodrie, ecc). Alcuni di questi prefissi, come "Pit-" (porzione, parte), vennero formati dopo la civiltà dei pitti, e possono riferirsi alle precedenti "contee" (shires) o "thanages".
L'evidenza della toponomastica può rivelare anche l'avanzata del gaelico nella terra dei Pitti. Come si è notato, Atholl, che significa Nuova Irlanda, viene attestato all'inizio dell'VIII secolo. Questo può essere un'indicazione dell'avanzamento del gaelico. Anche Fortriu possiede nomi di luoghi che suggeriscono insediamenti gaelici, o influenze gaeliche.

### Fonti di epoca classica
- Eumenio,  Oratio pro instaurandis scholis
- Ammiano Marcellino, Res Gestae XXVII,8,5
- Claudio Claudiano, De Consulatu Stilichonis II,245
- Claudio Claudiano, De bello Gothico 416-418

### Fonti moderne
- San Isidoro di Siviglia, Etymologiae
- (EN)  Adomnán, Life of St Columba, tr. & ed. Richard Sharpe. Penguin, London, 1995. ISBN 0-14-044462-9
- (EN)  Armit, Ian, Towers In The North: The Brochs Of Scotland Tempus, Stroud, 2002. ISBN 0-7524-1932-3
- (EN)  Bannerman, John, "The Scottish Takeover of Pictland and the relics of Columba" in Dauvit Broun & Thomas Owen Clancy (eds.), Spes Scotorum: Hope of Scots. Saint Columba, Iona and the Scotland. T. & T. Clark, Edinburgh, 1999. ISBN 0-567-08682-8
- (EN)  Barrow, G. W. S. "Pre-feudal Scotland: shires and thanes" in The Kingdom of the Scots. Edinburgh UP, Edinburgh, 2003. ISBN 0-7486-1803-1
- (EN)  Broun, Dauvit, "Dál Riata" in Lynch (2001).
- (EN)  Broun, Dauvit, "Dunkeld and the origin of Scottish identity" in Broun & Clancy (1999).
- (EN)  Broun, Dauvit, "National identity: early medieval and the formation of Alba" in Lynch (2001).
- (EN)  Broun, Dauvit, "Pictish Kings 761–839: Integration with Dál Riata or Separate Development" in Sally M. Foster (ed.), The St Andrews Sarcophagus: A Pictish masterpiece and its international connections. Four Courts, Dublin, 1998. ISBN 1-85182-414-6
- (EN)  Broun, Dauvit, "The Seven Kingdoms in De situ Albanie: A Record of Pictish political geography or imaginary map of ancient Alba" in E.J. Cowan & R. Andrew McDonald (eds.), Alba: Celtic Scotland in the Medieval Era. John Donald, Edinburgh, 2005. ISBN 0-85976-608-X
- (EN)  Bruford, Alan, "What happened to the Caledonians ?" in Cowan & McDonald (2005).
- (EN)  Byrne, Francis John, Irish Kings and High-Kings. Batsford, London, 1973. ISBN 0-7134-5882-8
- (EN)  Campbell, Ewan, Saints and Sea-kings: The First Kingdom of the Scots. Canongate, Edinburgh, 1999. ISBN 0-86241-874-7
- (EN)  Clancy, Thomas Owen, "Church institutions: early medieval" in Lynch (2001).
- (EN)  Clancy, Thomas Owen, "Ireland: to 1100" in Lynch (2001).
- (EN)  Clancy, Thomas Owen, "Nechtan son of Derile" in Lynch (2001).
- (EN)  Clancy, Thomas Owen, "Scotland, the 'Nennian' Recension of the Historia Brittonum and the Libor Bretnach in Simon Taylor (ed.), Kings, clerics and chronicles in Scotland 500–1297. Fourt Courts, Dublin, 2000. ISBN 1-85182-516-9
- (EN)  Clancy, Thomas Owen, "Columba, Adomnán and the Cult of Saints in Scotland" in Broun & Clancy (1999).
- (EN)  Cowan, E. J., "Economy: to 1100" in Lynch (2001).
- (EN)  Cowan, E. J., "The Invention of Celtic Scotland" in Cowan & McDonald (2005).
- (EN)  Crone, B. A., "Crannogs and Chronologies", PSAS, vol. 123 (1993), pp. 245–254.
- (EN)  Cummins, W. A., The Age of the Picts. Sutton, Stroud, 1998. ISBN 0-7509-1608-7
- (EN)  Dennison, Patricia, "Urban settlement: to 1750" in Lynch (2001).
- (EN)  Driscoll, Stephen T., "Burghead" in Lynch (2001).
- (EN)  Dyer, Christopher, Making a Living in the Middle Ages: The People of Britain 850–1520. Penguin, London, 2003. ISBN 0-14-025951-1
- (EN)  Forsyth, Katherine, Language in Pictland: the case against 'non-Indo-European Pictish' (Studia Hameliana no. 2). De Keltische Draak, Utrecht, 1997. ISBN 90-802785-5-6
- (EN)  Forsyth, Katherine, "Literacy in Pictland" in Huw Pryce (ed.), Literacy in Medieval Celtic Societies. Cambridge UP, Cambridge, 1998.
- (EN)  Forsyth, Katherine, "Evidence of a lost Pictish Source in the Historia Regum Anglorum of Symeon of Durham", with an appendix by John T. Koch, in Taylor (2000).
- (EN)  Forsyth, Katherine, "Picts" in Lynch (2001).
- (EN)  Forsyth, Katherine, "Origins: Scotland to 1100" in Jenny Wormald (ed.), Scotland: A History, Oxford UP, Oxford, 2005. ISBN 0-19-820615-1
- (EN)  Foster, Sally M., Picts, Gaels, and Scots: Early Historic Scotland. Batsford, London, 2004. ISBN 0-7134-8874-3
- (EN)  Geary, Patrick J., Before France and Germany: The creation and transformation of the Merovingian World. Oxford University Press, Oxford, 1988. 0-19-504457-6
- (EN)  Hanson, W., "North England and southern Scotland: Roman occupation" in Lynch (2001).
- (EN)  Haywood, John, Dark Age Naval Power. Anglo-Saxon Books, Hockwold-cum-Wilton, 1999. ISBN 1-898281-22-X
- (EN)  Henderson, Isabel, "Primus inter pares: the St Andrews Sarcophagus and Pictish Sculpture" in Foster (1999).
- (EN)  Higham, N. J., The Kingdom of Northumbria AD 350–1100. Sutton, Stroud, 1993. ISBN 0-86299-730-5
- (EN)  Jackson, Kenneth H., "The Pictish Language" in F.T. Wainwright (ed.), The Problem of the Picts. Nelson, Edinburgh, 1955. Reprinted Melven Press, Perth, 1980. ISBN 0-906664-07-1
- (EN)  Laing, Lloyd & Jenny Lloyd, The Picts and the Scots. Sutton, Stroud, 2001. ISBN 0-7509-2873-5
- (EN)  Lowe, Chris, Angels, Fools and Tyrants: Britons and Angles in Southern Scotland. Canongate, Edinburgh, 1999. ISBN 0-86241-875-5
- (EN)  Lynch, Michael (ed.), The Oxford Companion to Scottish History. Oxford UP, Oxford, 2001. ISBN 0-19-211696-7
- (EN)  Markus, Fr. Gilbert, O.P., "Religious life: early medieval" in Lynch (2001).
- (EN)  Markus, Fr. Gilbert, O.P., "Conversion to Christianity" in Lynch (2001).
- (EN)  Nicolaisen, W.F.H., Scottish Place-Names. John Donald, Edinburgh, 2001. ISBN 0-85976-556-3
- (EN)  Ó Cróinín, Dáibhí, Early Medieval Ireland: 400–1200. Longman, London, 1995. ISBN 0-582-01565-0
- (EN)  Oram, Richard, "Rural society: medieval" in Lynch (2001).
- (EN)  Price, Glanville, "Pictish" in Glanville Price (ed.), Languages in Britain & Ireland. Blackwell, Oxford, 2000. ISBN 0-631-21581-6
- (EN)  Pryor, Francis, Britain A.D. Harper Perennial, London, 2005. ISBN 0-00-718187-6
- (EN)  Ritchie, Anna, "Culture: Picto-Celtic" in Lynch (2001).
- (EN)  Rodger, N.A.M., The Safeguard of the Sea. A Naval History of Great Britain, volume one 660–1649. Harper Collins, London, 1997. ISBN 0-00-638840-X
- (EN)  Sellar, W.D.H., "Gaelic laws and institutions" in Lynch (2001).
- (EN)  Sharpe, Richard, "The thriving of Dalriada" in Taylor (2000).
- (EN)  Smyth, Alfred P., Warlords and Holy Men: Scotland AD 80–1000. Edinburgh UP, Edinburgh, 1984. ISBN 0-7486-0100-7
- (EN)  Snyder, Christopher A. (2003). The Britons. Blackwell Publishing. ISBN 0-631-22260-X.
- (EN)  Taylor, Simon, "Place names" in Lynch (2001).
- (EN)  Taylor, Simon, "Seventh-century Iona abbots in Scottish place-names" in Broun & Clancy (1999).
- (EN)  Watson, W.J. The History of the Celtic Place-names of Scotland.
- (EN)  Woolf, Alex, "Dun Nechtain, Fortriu and the Geography of the Picts" in The Scottish Historical Review, Volume 85, Number 2. Edinburgh: Edinburgh University Press, 2006. ISSN 0036-9241
- (EN)  Woolf, Alex, "Nobility: early medieval" in Lynch (2001).
- (EN)  Woolf, Alex, "Ungus (Onuist) son of Uurgust" in Lynch (2001).
- (EN)  Yorke, Barbara, The Conversion of Britain: Religion, Politics and Society c.600–800. Longman, London, 2006. ISBN 0-582-77292-3

### Ulteriori letture
- (EN)  Tim Clarkson, The Picts. A History, Tempus Publishing Ltd, (2011) ISBN 978-1-906566-25-8
- (EN)  James E. Fraser, The New Edinburgh History of Scotland, vol. 1: From Caledonia To Pictland, Edinburgh University Press (2009) ISBN 978-0-7486-1232-1
- (EN)  Alex Woolf, The New Edinburgh History of Scotland, vol. 2: From Pictland To Aba, Edinburgh University Press, (2007) ISBN 978-0-7486-1234-5